# Ентоні Фрюїн
Ентоні Едвард Фрюїн (народився в 1947 році в Кентіш-Тауні, Лондон) — англійський письменник та особистий помічник кінорежисера Стенлі Кубрика (з 1965 по 1968 та з 1979 по 1999 роки). Зараз Фрюїн представляє маєток Стенлі Кубрика. Його роман «Лондонський блюз» (англ. «London Blues») назвали «майстерним».

## Особисте життя
Ентоні Едвард Фрюїн і його брат Марк Дейвід Фрюїн є синами Едварда Альберта Фрюїна (нар. 1921) і Рубі Джин Вікс (нар. 1924, одружені з 1944). Колишня партнерка Фрюїна — Шарлін Пейдж, у них є син Нік Фрюїн (нар. 1971).

## Творчість

### Романи
- Лондонський блюз (англ. «London Blues»), No Exit Press (1994)ISBN 1-874061-73-4
- Шістдесят три закриття (англ. «Sixty-Three Closure», 1996)
- Повстання Скорпіона: приморський нуар[sic] (англ. «Scorpian Rising: A Seaside Noir», 1997)[11]
- Речі Рейху (англ. «The Reich Stuff», 2008)
- Граф комедії, або Тедді Тейлор і велике минуле, яке він має перед собою (англ. «Граф комедії, або Тедді Тейлор і велике минуле, яке він має перед собою», 2013)[12]
- Кентерберійський лев: останнє збройне повстання в Англії (англ. «The Lion of Canterbury: The Last Armed Uprising in England», 2019)

### Нехудожня література
- Сто років науково-фантастичної ілюстрації 1840—1940 (англ. «One Hundred Years of Science Fiction Illustration 1840-1940», 1974)[13]
- Книга днів (англ. «The Book of Days», 1971)[14]
- Елстрі та Борем Вуд за дві тисячі років (англ. «Elstree & Boreham Wood through two thousand years», 1974)[15]
- Вбивство Джона Ф. Кеннеді: коментований фільм, телебачення та відео, 1963—1992 рр. Випуск 8 бібліографій та покажчиків у засобах масової інформації та комунікації, The assassination of John F. Kennedy: an annotated film, TV, and videography, 1963—1992 Issue 8 of Bibliographies and indexes in mass media and communications,The assassination of John F. Kennedy: an annotated film, TV, and videography, 1963—1992 Issue 8 of Bibliographies and indexes in mass media and communications, 1993), Greenwood Press, 9780313289828, 170 стор.[16]

### Пародії
- Таємна бібліотека Жоржа Армуляна: бути анотованим каталогом дивних, курйозних, прихованих і обурливих книг, серед яких є примірники асоціації, обмежені видання, вишукані палітурки, назви приватної преси та подібне (англ. «The Secret Library of Georges Armoulian: Being an Annotated Catalogue of Bizarre, Curious, Suppressed and Outrageous Books, Amongst which there are Association Copies, Limited Editions, Fine Bindings, Private Press Titles, & Similar», 2012)[17]

### Статті
- Що Стенлі не сказав, The Guardian, субота, 20 листопада 2004 р
- Співавтор журналу Lobster про вбивство Джона Кеннеді

### Фільмографія (сценарист)
- «Розфарбуй мене Кубрика» (Colour Me Kubrick[en], 2005)
- «Що там там?» Сегмент випуску Blu-ray «2001: Космічна одіссея» (2007)[18]
- «Антропоїд» (2016)

### Фільмографія (асистент)
- 1968 «Космічна одіссея 2001 року» (англ. «2001: A Space Odyssey», асистент режисера, в титрах не вказаний)
- 1971 «Заводний апельсин» (англ. «A Clockwork Orange», асистент режисера, в титрах не вказаний)
- 1980 «Сяйво» (англ. «The Shining», асистент режисера, в титрах не вказаний)
- 1987 «Цілісно-металева оболонка» (англ. «Full Metal Jacket», асистент продюсера)
- 1999 «Із широко заплющеними очима» (англ. «Eyes Wide Shut», асистент режисера)

### Фільм (асоційований продюсер)
- «Стенлі Кубрик: Життя в кіно» (англ. «Stanley Kubrick: A Life in Pictures»)